# 罗伯特·泰勒 (1953年)
罗伯特·泰勒（英語：Robert Taylor，1953年4月29日—），美国男子田径运动员，主攻400米短跑。他曾代表美国参加1975年泛美运动会田径比赛，获得男子4×400米接力金牌。